# Harmonisierungslehre
Die Harmonisierungslehre ist die Lehre der „gleichberechtigten, harmonischen Nutzung aller Sinne“ und beinhaltet das Sensibilisieren aller Sinnesorgane, Mentaltraining und individuelle psychologische Beratung. Sie wurde von der deutschen Gesangslehrerin und Musikpädagogin Gertrud Grunow am Bauhaus entwickelt.

## Entstehung der Harmonisierungslehre
Nachdem Gertrud Grunow von dem Kurs „Rhythmische Gymnastik“ von Émile Jaques-Dalcroze inspiriert worden war, in dem es um den Zusammenhang zwischen Musik und Bewegung beziehungsweise Gebärden ging, begann sie selbst Forschungen zu dieser Thematik. Nach den ersten Experimenten, die das Verhältnis zwischen einer Tonart und der Körperspannung behandelten, kam sie zu dem Schluss, dass der Körper nur durch das Hören eines einzelnen Tones eine Gleichgewichtsstellung sucht. Somit fand sie 1910 die ersten beiden Ordnungen ihrer Lehre. Mit Ordnung bezeichnete Grunow die Anordnung der gesamten ausgewählten Klänge und Farben, die sich beim Menschen im Laufe der Übung ergibt. Sie bezeichnete eine Farbe als Kraft, da jede Farbe ihrer Meinung nach eine besonders charakteristische Wirkung hat.
Im Jahr darauf weitete sie ihre Forschungen auf Farben aus und entdeckte schließlich 1912 die „Farbformen“. Zunächst wurde das Blau als Kreis, das Rot als Quadrat und das Gelb als Dreieck aufgezeigt. Genau diese Farbformen findet man in vielen Grafiken des Bauhauses und somit wurden sie später zum Markenzeichen des Bauhauses. In der Zeit, in der Gertrud Grunow an der Universität in Hamburg unterrichtete, fand sie vermutlich die 3. Ordnung der Harmonisierungslehre. Kurz erklärt ist die Grunow-Lehre die Lehre der „gleichberechtigten, harmonischen Nutzung aller Sinne“. Die Hauptbestandteile dabei sind die Sensibilisierung aller Sinnesorgane, Mentaltraining, und individuelle psychologische Beratung. Laut Gertrud Grunow entstehen die Ausdrucksmöglichkeiten des Menschen nämlich nach deren persönlichen Farb-, Klang- und Formempfinden.

## Voraussetzungen der Übungen

### Voraussetzungen für Schüler
Um die Übungen gut durcharbeiten zu können, sollte sich der Schüler in einem freien, ruhigen Raum befinden. Außerdem sollte der Übende gelöst sein, um instinktiv handeln zu können. Wichtig ist auch, dass der Schüler die Resultate der Lehre nicht kennt, da diese ihn in seinem intuitiven Handeln einschränken und die Ergebnisse verfälschen könnten. Ein zentraler Aspekt, um die Wirkung der Übungen zu gewährleisten, ist es zu lernen, den Intellekt abzustellen und in eine Art unbewussten Zustands zu gleiten. Ähnlich wie beim Meditieren führt diese Befindlichkeit zur besseren Wahrnehmung des Körpers, der Seele sowie des Geistes und dient zur Vorbereitung und Unterstützung der kreativen Tätigkeit.

### Voraussetzungen für Lehrer
Die Aufgaben des Lehrers umfassen das genaue Formulieren der Übungen und die Verantwortung über den zu Lehrenden beziehungsweise dessen Unterstützung. Die Lehrkraft muss darauf achten, dass sich der Schüler wohlfühlt und sich nicht verkrampft. Außerdem sollte er ihn motivieren, immer weiter in sich zu spüren, aber er muss auch erkennen, wenn der Schüler lieber eine Pause machen oder bei einer früheren Übung nochmal ansetzen sollte. Keinesfalls darf dem Übenden die Lösung der Aufgabe suggeriert werden. Dennoch darf dem Schüler bei der Suche der Ergebnisse weitergeholfen werden.

## Die Ordnungen der Lehre

### Die Erste Ordnung: Seele
Die erste Ordnung befasst sich allgemein mit dem intuitiven Erzeugen der Farben beziehungsweise der Klänge. Dabei werden die Farben mit Licht gleichgesetzt und als „lebendige Kraft“ aufgefasst. Eine Übung dazu ist, dass der Lehrer einen Ton anspielt oder eine Farbe zeigt und der Schüler daraufhin die Farbe oder den Ton mit geschlossenen Augen fühlen muss. Außerdem soll noch eine zu der Farbe beziehungsweise dem Ton passende Stelle im Raum aufgesucht werden. Aus den zwölf verschiedenen Farben und den dazu individuell aufgesuchten zwölf Orten wird ein Kreis gebildet, der aus diesen bestimmten Farben besteht. Dieser Farbkreis wird „Gleichgewichtskreis“ genannt, den man sich wie eine auf dem Boden liegende Uhr vorstellen kann, und bildet die Grundlage aller darauffolgenden Übungen. Die Zwölfordnung der Farben ist eine Grunow’sche Schöpfung und beinhaltet die Farben blau-violett, blau, blau-grün, grün, gelb, orange, rot, rotviolett, braun, weiß, grau und silber. Zu dieser Auswahl hatte sich Gertrud Grunow nie geäußert, aber es wird vermutet, dass sie silber statt schwarz genommen hatte, da schwarz licht- und farblos ist.

### Die Zweite Ordnung: Körper
Der Fokus der zweiten Ordnung liegt auf der vertikalen Bewegung des Körpers, wobei die in der ersten Ordnung empfundenen Kräfte körperlich apperzipiert werden. Die Übungen hierbei beziehen sich auf die Lokalisierung der Farbe oder des Tons in der Wirbelsäule, wodurch sich die Körperhaltung ändert. Eine zu dieser Ordnung passende Übung ist das Einnehmen einer Gleichgewichtsstellung entsprechend dem gehörten Ton beziehungsweise der gesehenen Farbe. Dadurch entsteht ein Resultat in Form einer vertikalen Anordnung der Farben. Dabei werden das Körpergefühl und das Selbstbewusstsein gefestigt.

### Die Dritte Ordnung: Geist
In der dritten Ordnung liegt der Schwerpunkt darauf, dass jeder Ton oder jede Farbe bestimmte Handlungen und Haltungen hervorruft. Also wird infolge des Sehens einer Farbe in der Übung nicht nur wie bei der zweiten Ordnung eine Körperhaltung angenommen, sondern der Körper übt auch verschiedene Geh- und Greifarten aus. Diese Aufgabe richtet sich eher nach außen, wodurch im Endeffekt ein Kreis als Farbscheibe aus zwölf konzentrischen Kreisen gebildet wird. Bei dieser Ordnung werden die Farben auch optisch vernommen, wodurch der Geist besonders angeregt wird. Auf diese Übung kann auch direkt die Verwirklichung von Zeichnungen folgen.

## Ziele der Lehre
Allgemein werden die Schüler durch die Harmonisierungslehre auf ihre zukünftige künstlerische Arbeit vorbereitet. Außerdem lässt sich die stärkende und harmonisierende Wirkung der Lehre daran erkennen, dass die Schüler sich sowohl physisch als auch psychisch freier und weniger eingeengt fühlen. Somit sind sie körperlich und seelisch-geistig locker und beweglich. Zudem öffnet sich der Mensch durch die Begegnung mit Farben und Klängen und sieht beziehungsweise hört detaillierter sowie feinfühliger. Dadurch wird der Kontakt mit der Erscheinungswelt gestärkt und der Mensch harmoniert besser mit der Außenwelt.
Im Vordergrund steht jedoch die Herstellung beziehungsweise die Wiederherstellung eines psychischen Gleichgewichts, da viele Schüler oft unausgeglichen und nervös sind. Zusammenfassend kann gesagt werden, dass Körper und Seele durch die Harmonisierungslehre in Einklang gebracht werden und den Studierenden somit der Zugang zu ihrer Kreativität einfacher ermöglicht wird. Dies hilft den Schülern in vielen künstlerischen Bereichen, wie zum Beispiel in der Malerei oder Zeichnung, in der Webkunst, im Theater und in der graphischen Gestaltung.

## Niederschrift der Lehre

### Schriften von Gertrud Grunow
In den ersten Jahren der Forschungen von Gertrud Grunow dokumentierte sie fast nichts, da sie zunächst weiter forschen wollte. Nach ihrer Meinung war ihre Lehre noch nicht reif genug und lange nicht vollendet, um niedergeschrieben zu werden. Im Jahr 1913 wies Grunow den Vorschlag des Berliner Professors für Hals-Nasen-Ohren-Heilkunde Jacob Katzenstein (1864–1921) ab, zusammen einen Text über die ersten Erkenntnisse zu erarbeiten. Der von ihr genannte Grund war, dass sie die Harmonisierungslehre zunächst weiter ausarbeiten wollte. 1923 veröffentlichte die damals am Bauhaus tätige Lehrerin einen Aufsatz im Rahmen eines Bauhausbuches. Dieser Text „Der Aufbau der lebendigen Form durch Farbe, Form, Ton“ bekam im eben genannten Buch sogar einen besonderen Platz, jedoch war er sehr schwer zu verstehen. Durch die Bemühungen ihres ehemaligen Schülers Erich Parnitzke verfasste Grunow in den 1930er Jahren sechs Aufsätze für die deutsche Zeitschrift „Kunst und Jugend“ zum Thema Kunstpädagogik. In diesen wenigen Texten beschrieb sie zu einigen Aspekten der Lehre sowohl die Übung als auch die Resultate, die sie an sich selbst und an zahlreichen Schülern bemerkt hatte. Hauptsächlich ging es ihr um die Weitergabe ihres objektiven Wissens an die Öffentlichkeit. Dabei beachtete sie nicht, dass die Leser durch die bereits vorhandenen Erkenntnisse über die Ergebnisse die Übungsaufgaben nicht mehr unvoreingenommen eigenständig bearbeiten können.
Diese wenigen Dokumente sind alles, was sie zu ihren Lebzeiten über die Harmonisierungslehre publizierte. Außerdem werden in den Abfassungen nur Teilaspekte geschildert. Erst ab etwa 1940 nahm sie sich vor, eine Gesamtdarstellung ihrer Lehre in Form von vier Bänden zu verfassen. Wahrscheinlich wurde nur der erste Band, „Schöpferisches Sehen“, fertiggestellt. Da Grunow zu Kriegszeiten aber keinen Verlag zum Drucken ihrer Schriften finden konnte, überließ sie ihrem ehemaligen Bauhausschüler Gerhard Schunke ihre Manuskripte. Dieser hatte ihr zugesagt, die Texte zu veröffentlichen und zu finanzieren. Diesen Plan führte er jedoch nie durch, und bis heute gelten die Schriften als verschwunden.

### Schriften von Hildegard Heitmeyer
Auch die ehemalige Assistentin von Gertrud Grunow, Hildegard Heitmeyer, versuchte ein paar Mal die Harmonisierungslehre der Öffentlichkeit zu präsentieren. In den Jahren 1920 und 1923 veröffentlichte sie Texte in der Zeitschrift „Tat“ sowie in der „Neuen Zürcher Zeitung“. Ab 1929 referierte Heitmeyer in Ascona, Berlin und Bern über die Grunow-Lehre. Schließlich gab sie eine von ihr selbst erstellte Gesamtdarstellung der Lehre an Gertrud Grunow, die von dieser korrigiert und erweitert wurde. Diese Korrektur bildete die Grundlage für die 1946 verfassten Texte „Die Forscherin Gertrud Grunow“ und „Die Grunow-Lehre, eine Erziehung der Sinne durch Klang und Farbe“. Im Gegensatz zu Gertrud Grunow gab Hildegard Heitmeyer nicht die Resultate der Übungen preis, da sie sonst nicht mehr unbeeinflusst ausgeführt werden können, wenn die Ergebnisse den Schülern bereits bekannt sind.